# (34075) 2000 OE60
2000 OE60 (asteroide 34075) é um asteroide da cintura principal. Possui uma excentricidade de 0.11873760 e uma inclinação de 4.69089º.
Este asteroide foi descoberto no dia 29 de julho de 2000 por LONEOS em Anderson Mesa.